# LDB2
LIM 도메인 결합 단백질 2(LIM domain-binding protein 2)는 인간의 LDB2 유전자에 의해 암호화되는 단백질이다.